# Stenotomus
Stenotomus – rodzaj morskich ryb z rodziny prażmowatych.

## Zasięg występowania
Zachodni Ocean Atlantycki.

## Klasyfikacja
Gatunki zaliczane do tego rodzaju:

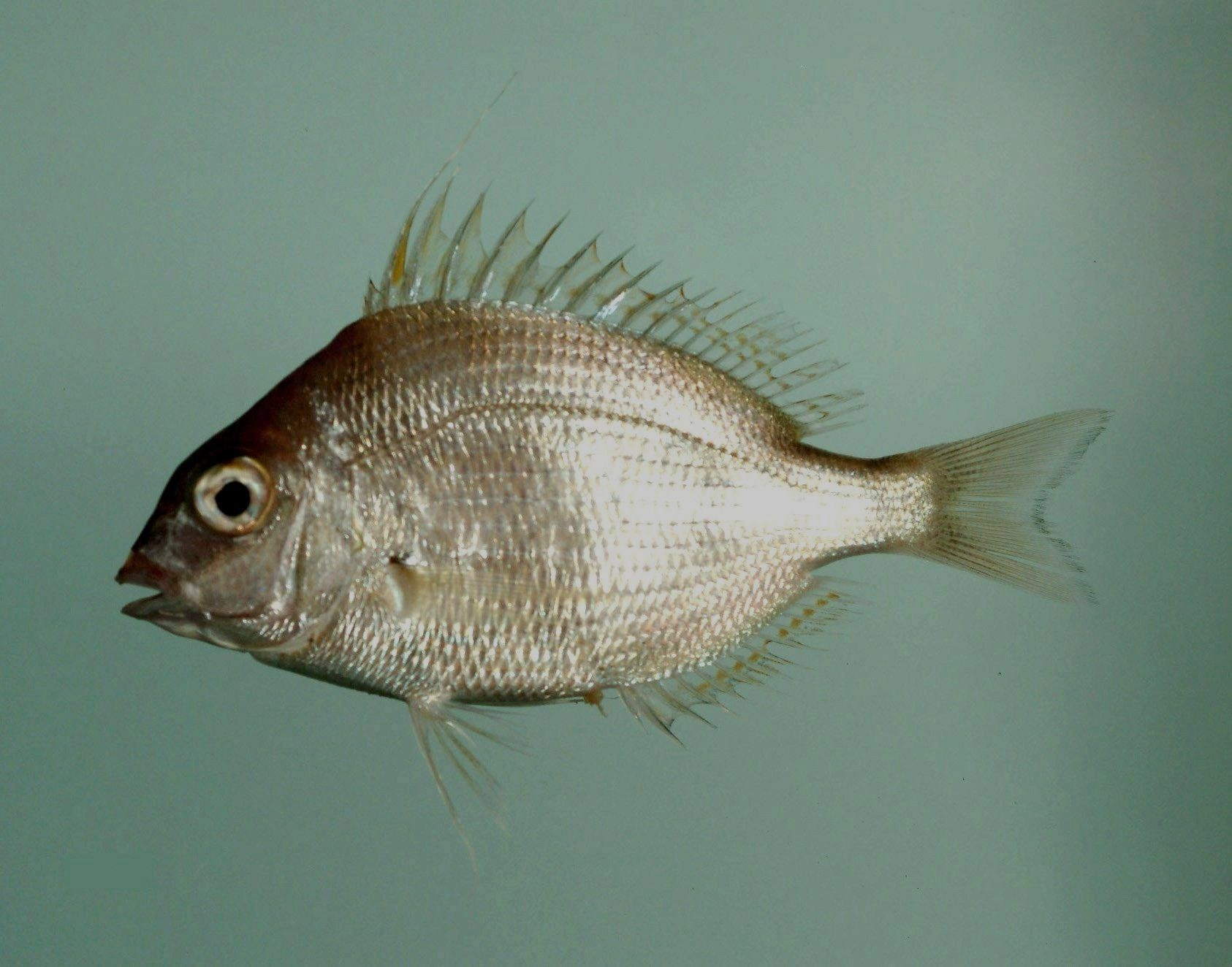
Stenotomus caprinus
- Stenotomus chrysops - skap[potrzebny przypis]

- Stenotomus caprinus